# Караульский сельсовет (Тамбовская область)
Караульский сельсовет — сельское поселение в Инжавинском районе Тамбовской области Российской Федерации.
Административный центр — село Караул.

## История
Статус и границы сельского поселения установлены Законом Тамбовской области от 17 сентября 2004 года № 232-З «Об установлении границ и определении места нахождения представительных органов муниципальных образований в Тамбовской области».

## Население
| 2010 | 2012  | 2013  | 2014  | 2015  | 2016  | 2017 |
| ---- | ----- | ----- | ----- | ----- | ----- | ---- |
| 1094 | ↗1096 | ↘1073 | ↗1079 | ↘1043 | ↘1016 | ↘980 |
| 2018 | 2019  | 2020  | 2021  |       |       |      |
| ↘968 | ↘931  | ↘914  | ↘899  |       |       |      |

## Состав сельского поселения
| № | Населённый пункт | Тип населённого пункта       | Население |
| - | ---------------- | ---------------------------- | --------- |
| 1 | Волково          | деревня                      | 0         |
| 2 | Грушевка         | деревня                      | ↘311      |
| 3 | Караул           | село, административный центр | ↘691      |
| 4 | Кирьяковка       | деревня                      | 36        |
| 5 | Назаровка        | деревня                      | 31        |
| 6 | Нащёкино         | деревня                      | 6         |
| 7 | Трубниково       | деревня                      | 19        |

### Упразднённые населённые пункты
Деревня Мословка